# Hugo Aviander
Hugo Emil Aviander, född 7 mars 2005 i Uppsala i Sverige, är en svensk fotbollsspelare som spelar för GIF Sundsvall.

## Klubblagskarriär

### Tidig karriär
Aviander började att spela fotboll i femårsåldern i moderklubben Vaksala SK. Hösten 2015 byte han till IK Sirius, där han bland annat spelade Gothia cup med P14-klassen. 2018 gick Aviander till AIK som 13-åring och representerade klubbens P14-lag. Han hade redan spelat för klubben dessförinnan då han i maj 2017 lånades in till AIK:s 05:or för ett möte mot HJK Helsingfors. Han hade även spelat för klubben under en ungdomsturnering sommaren därpå i Köpenhamn.
Aviander provtränade hos den portugisiska storklubben Benfica 2022.

### AIK
Den 30 mars 2023 skrev Aviander på sitt första A-lagskontrakt med AIK. Kontraktet gjorde honom bunden till klubben fram till och med 31 december 2027 samt att planen var att låna ut honom under säsongen 2023. Utlåningen blev ett faktum den 14 april 2023 då han lånades ut till FC Stockholm i Division 1. Den 27 mars lämnade Aviander AIK för GIF Sundsvall.

### GIF Sundsvall
Den 27 mars 2024 blev Aviander klar för GIF Sundsvall, där han skrev på ett treårskontrakt.

## Landslagskarriär

### Ungdom
Den 31 oktober 2021 debuterade Aviander för det svenska P16-landslaget då de inför 660 åskådare på Hörby IP i Skåne mötte Danmark (4–2) i en trenationsturnering. Han spelade hela matchen som mittback i tröja nummer 19 under ledning av förbundskaptenen Roger Franzén. Det har hittills blivit sex U19-landskamper och en U17-landskamp för honom och han har svarat för ett mål, mot Portugal (2–3) den 21 november 2022.